# Blekingeposten (1909)
Blekingeposten var en endagars dagstidning som kom ut från den 4 december 1909 till 21 december 1910. Tidningens fullständig titel var Blekinge-Posten med undertiteln Nyhets- och annonsblad för Blekinge och södra Småland.

## Redaktion
Redaktionen satt i Karlskrona och fröken Amy Aurell var ansvarig utgivare. Tidningen kom ut som endagarstidning på lördagar. Inga namn för redaktionen i övrigt är kända. Politiskt var tidningen neutral. 

## Tryckning
Tryckeri var Svenssons efterträdares bokindustri aktiebolag i Karlskrona. Tidningen trycktes bara i svart på 4 sidor med satsytan 57x38 cm med antikva som typsnitt. Prenumerationspriset var  1 krona.